# Electrophoridae
Famille
Les Electrophoridae sont une famille de poissons de l'ordre des Gymnotiformes. Les Gymnotiformes sont principalement des poissons d'eau douce possédant des organes capables de générer des champs électriques.

## Liste des genres
Selon FishBase, NCBI, WoRMS, le genre Electrophorus est intégré à la famille des Gymnotidae :
- famille Gymnotidae
  - genre Electrophorus
  - genre Gymnotus

Selon ITIS :
- famille Electrophoridae Gill, 1872
  - genre Electrophorus Gill, 1864
- famille Gymnotidae
  - genre Gymnotus Linnaeus, 1758